# وكالة الأنباء الكرواتية
وكالة الأنباء الكرواتية (بالكرواتية: Hrvatska izvještajna novinska agencija؛ HINA) هي وكالة الأنباء الوطنية الكرواتية المملوكة للحكومة. تأسست في 26 يوليو 1990. يقع مقر الوكالة في ميدان ماركو ماروليتش في حي المدينة السفلى في وسط زغرب.
بلغ إجمالي أموال الميزانية المخصصة لهينا في عام 2014 16.7 مليون كرونة سويدية (2.2 مليون يورو تقريبًا).

## وصلات خارجية
- موقع الوكالة بالانجليزية
- موقع الوكالة بالكرواتية